# Svetovno prvenstvo v hokeju na ledu 2010 - Divizija III
Divizija III Svetovnega prvenstva v hokeju na ledu 2010 se je odvila od 13. do 18. aprila 2010. Prvič v zgodovini je turnir divizije III potekal v obliki 2 ločenih skupin, turnir skupine A je gostil Luksemburg, turnir skupine B pa Armenija. Skupaj je v diviziji III sodelovalo 8 reprezentanc. 
Mednarodna hokejska zveza je 5. februarja 2010 naznanila selitev skupine A iz Aten, Grčija, v Kockelscheuer, Luksembourg, potem ko je Grčijo zajel finančni kolaps.  Tekme so igrali v dvorani Patinoire de Kockelscheuer v Kockelscheuerju, Luksemburg, in v dvorani Kompleksa Karena Demirčjana v Erevanu, Armenija.

## Sodelujoče države

### Skupina A
| Reprezentanca            | Rezultat iz leta 2009                                                         |
| ------------------------ | ----------------------------------------------------------------------------- |
| Luksemburg               | Gostiteljica; udeležbo so si zagotovili s tretjim mestom v Diviziji III 2009. |
| Grčija                   | Udeležbo so si zagotovili s četrtim mestom v Diviziji III 2009.               |
| Irska                    | Udeležbo so si zagotovili s petim mestom v Diviziji III 2009.                 |
| Združeni arabski emirati | Prvič na velikih tekmovanjih.                                                 |

### Skupina B
| Reprezentanca  | Rezultat iz leta 2009                                                                                         |
| -------------- | --- |
| Severna Koreja | Udeležbo so si zagotovili s šestim mestom in izpadom v skupini A v Diviziji II 2009.                          |
| Južna Afrika   | Udeležbo so si zagotovili s šestim mestom in izpadom v skupini B v Diviziji II 2009.                          |
| Armenija       | Gostiteljica; leta 2009 niso sodelovali na Svetovnem prvenstvu.                                               |
| Mongolija      | Udeležbo so si zagotovili s šestim mestom v Diviziji III 2009 (tedaj so se umaknili pred pričetkom turnirja). |

## Skupina A

### Končna lestvica
|   | Reprezentanca            | OT | Z | ZPP | PPP | P | GF | GA | GR  | TOČ |
| - | ------------------------ | -- | - | --- | --- | - | -- | -- | --- | --- |
| 1 | Irska                    | 3  | 3 | 0   | 0   | 0 | 17 | 7  | 10  | 9   |
| 2 | Grčija                   | 3  | 2 | 0   | 0   | 1 | 10 | 5  | 5   | 6   |
| 3 | Luksemburg               | 3  | 1 | 0   | 0   | 2 | 8  | 10 | -2  | 3   |
| 4 | Združeni arabski emirati | 3  | 0 | 0   | 0   | 3 | 5  | 18 | -13 | 0   |

Irska napreduje v Divizijo II za 2011.

### Rezultati
| Reprezentanca | Grčija | Irska | Luksemburg | ZAE |
| ------------- | ------ | ----- | ---------- | --- |
| Grčija        |        | 1–3   | 2–1        | 7–1 |
| Irska         | 3–1    |       | 6–4        | 8–2 |
| Luksemburg    | 1–2    | 4–6   |            | 3–2 |
| ZAE           | 1–7    | 2–8   | 2–3        |     |

### Tekme
| 14. april 2010 16:30 | Grčija | 7 – 1 | Združeni arabski emirati | Patinoire de Kockelscheuer, Kockelscheuer |

| Poročilo tekme      | Poročilo tekme | Poročilo tekme | Poročilo tekme | Poročilo tekme |
| ------------------- | -------------- | -------------- | -------------- | -------------- |
| Začetek: ni podatka |                |                |                |                |

| 14. april 2010 20:15 | Irska | 6 – 4 | Luksemburg | Patinoire de Kockelscheuer, Kockelscheuer |

| Poročilo tekme      | Poročilo tekme | Poročilo tekme | Poročilo tekme | Poročilo tekme |
| ------------------- | -------------- | -------------- | -------------- | -------------- |
| Začetek: ni podatka |                |                |                |                |

| 15. april 2010 16:30 | Grčija | 1 – 3 | Irska | Patinoire de Kockelscheuer, Kockelscheuer |

| Poročilo tekme      | Poročilo tekme | Poročilo tekme | Poročilo tekme | Poročilo tekme |
| ------------------- | -------------- | -------------- | -------------- | -------------- |
| Začetek: ni podatka |                |                |                |                |

| 15. april 2010 20:00 | Luksemburg | 3 – 2 | Združeni arabski emirati | Patinoire de Kockelscheuer, Kockelscheuer |

| Poročilo tekme      | Poročilo tekme | Poročilo tekme | Poročilo tekme | Poročilo tekme |
| ------------------- | -------------- | -------------- | -------------- | -------------- |
| Začetek: ni podatka |                |                |                |                |

| 17. april 2010 16:30 | Združeni arabski emirati | 2 – 8 | Irska | Patinoire de Kockelscheuer, Kockelscheuer |

| Poročilo tekme      | Poročilo tekme | Poročilo tekme | Poročilo tekme | Poročilo tekme |
| ------------------- | -------------- | -------------- | -------------- | -------------- |
| Začetek: ni podatka |                |                |                |                |

| 17. april 2010 20:00 | Luksemburg | 1 – 2 | Grčija | Patinoire de Kockelscheuer, Kockelscheuer |

| Poročilo tekme      | Poročilo tekme | Poročilo tekme | Poročilo tekme | Poročilo tekme |
| ------------------- | -------------- | -------------- | -------------- | -------------- |
| Začetek: ni podatka |                |                |                |                |

### Nagrade
Najboljši igralci, izbrani s strani direktorata
- Vratar:  Kevin Kelly
- Napadalec:  Mark Morrison
- Branilec:  Francois Schons

### Vodilni strelci
| Igralec               | OT | G | P | TOČ | +/- | KM |
| --------------------- | -- | - | - | --- | --- | -- |
| Mark Morrison         | 3  | 4 | 2 | 6   | +3  | 4  |
| Dimitrios Kalyvas     | 3  | 1 | 5 | 6   | +2  | 8  |
| Georgios Kalyvas      | 3  | 4 | 1 | 5   | +2  | 4  |
| Sean Dooley           | 3  | 3 | 2 | 5   | +3  | 4  |
| Gareth Roberts        | 3  | 3 | 2 | 5   | 0   | 2  |
| Steven Ewen           | 3  | 2 | 3 | 5   | +4  | 2  |
| Juma Al Dhaheri       | 3  | 4 | 0 | 4   | -1  | 4  |
| Robert Beran          | 3  | 3 | 1 | 4   | 0   | 29 |
| Benny Welter          | 3  | 2 | 2 | 4   | -2  | 0  |
| Stephen Hamill        | 3  | 1 | 3 | 4   | +4  | 6  |
| Nikolaos Papadopoulos | 3  | 0 | 4 | 4   | +1  | 20 |
| Georges Scheifer      | 3  | 0 | 4 | 4   | +1  | 31 |

### Vodilni vratarji
V preglednici so navedeni najboljši štirje vratarji, ki so za svoje reprezentance na ledu prebili vsaj 40% igralnega časa.
| Igralec            | MIN    | SOG | GA | GAA  | %     | SO |
| ------------------ | ------ | --- | -- | ---- | ----- | -- |
| Ntalimpor Ploutsis | 179:39 | 90  | 5  | 1.67 | 94,44 | 0  |
| Philippe Lepage    | 132:37 | 57  | 4  | 1.81 | 92,98 | 0  |
| Kevin Kelly        | 160:00 | 57  | 5  | 1.88 | 91,23 | 0  |
| Khaled Al Suwaidi  | 173:09 | 104 | 17 | 5.89 | 83,65 | 0  |

Za obrazložitev tabele glej sem.

## Skupina B

### Končna lestvica
|   | Reprezentanca  | OT | Z | ZPP | PPP | P | GF | GA | GR  | TOČ |
| - | -------------- | -- | - | --- | --- | - | -- | -- | --- | --- |
| 1 | Armenija       | 3  | 3 | 0   | 0   | 0 | 31 | 8  | 23  | 9   |
| 2 | Severna Koreja | 3  | 2 | 0   | 0   | 1 | 32 | 11 | 21  | 6   |
| 3 | Južna Afrika   | 3  | 1 | 0   | 0   | 2 | 17 | 14 | 3   | 3   |
| 4 | Mongolija      | 3  | 0 | 0   | 0   | 3 | 2  | 49 | -47 | 0   |

Prvo mesto na turnirju je zasedla Armenija, vendar njeni rezultati zaradi pravnih ovir niso šteli.  V Divizijo II za 2011 tako napreduje Severna Koreja.

### Rezultati
| Reprezentanca  | Armenija | JAR   | Mongolija | Severna Koreja |
| -------------- | -------- | ----- | --------- | -------------- |
| Armenija       |          | (9–2) | (15–0)    | (7–6)          |
| JAR            | (2–9)    |       | 12–1      | 3–4            |
| Mongolija      | (0–15)   | 1–12  |           | 1–22           |
| Severna Koreja | (6–7)    | 4–3   | 22–1      |                |

### Tekme
| 14. april 2010 16:00 | Mongolija | 1 – 22 | Severna Koreja | Kompleks Karena Demirčjana, Erevan |

| Poročilo tekme      | Poročilo tekme | Poročilo tekme | Poročilo tekme | Poročilo tekme |
| ------------------- | -------------- | -------------- | -------------- | -------------- |
| Začetek: ni podatka |                |                |                |                |

| 14. april 2010 20:00 | Južna Afrika | 2 – 9 | Armenija | Kompleks Karena Demirčjana, Erevan |

| Poročilo tekme      | Poročilo tekme | Poročilo tekme | Poročilo tekme | Poročilo tekme |
| ------------------- | -------------- | -------------- | -------------- | -------------- |
| Začetek: ni podatka |                |                |                |                |

| 15. april 2010 16:00 | Južna Afrika | 12 – 1 | Mongolija | Kompleks Karena Demirčjana, Erevan |

| Poročilo tekme      | Poročilo tekme | Poročilo tekme | Poročilo tekme | Poročilo tekme |
| ------------------- | -------------- | -------------- | -------------- | -------------- |
| Začetek: ni podatka |                |                |                |                |

| 15. april 2010 20:00 | Severna Koreja | 6 – 7 | Armenija | Kompleks Karena Demirčjana, Erevan |

| Poročilo tekme      | Poročilo tekme | Poročilo tekme | Poročilo tekme | Poročilo tekme |
| ------------------- | -------------- | -------------- | -------------- | -------------- |
| Začetek: ni podatka |                |                |                |                |

| 17. april 2010 16:00 | Severna Koreja | 4 – 3 | Južna Afrika | Kompleks Karena Demirčjana, Erevan |

| Poročilo tekme      | Poročilo tekme | Poročilo tekme | Poročilo tekme | Poročilo tekme |
| ------------------- | -------------- | -------------- | -------------- | -------------- |
| Začetek: ni podatka |                |                |                |                |

| 17. april 2010 20:00 | Armenija | 15 – 0 | Mongolija | Kompleks Karena Demirčjana, Erevan |

| Poročilo tekme      | Poročilo tekme | Poročilo tekme | Poročilo tekme | Poročilo tekme |
| ------------------- | -------------- | -------------- | -------------- | -------------- |
| Začetek: ni podatka |                |                |                |                |

#### Tekma za bronasto medaljo
| 18. april 2010 16:00 | Južna Afrika | 8 – 3 | Mongolija | Kompleks Karena Demirčjana, Erevan |

| Poročilo tekme      | Poročilo tekme | Poročilo tekme | Poročilo tekme | Poročilo tekme |
| ------------------- | -------------- | -------------- | -------------- | -------------- |
| Začetek: ni podatka |                |                |                |                |

#### Tekma za zlato medaljo
| 18. april 2010 20:00 | Armenija | 2 – 5 | Severna Koreja | Kompleks Karena Demirčjana, Erevan |

| Poročilo tekme      | Poročilo tekme | Poročilo tekme | Poročilo tekme | Poročilo tekme |
| ------------------- | -------------- | -------------- | -------------- | -------------- |
| Začetek: ni podatka |                |                |                |                |